# 藤田朝美
藤田 朝美（ふじた あさみ、1991年3月25日 - ）は、日本の保育士、保育士YouTuber。
福山市立女子短期大学卒業。身長は141cm。

## 人物
保育士になろうと思ったきっかけは、5歳の時の担任の先生に憧れたため。また、いとこが年下ばかり15人おり、本人が3歳の時点で赤ちゃんがいる環境だった。そのため一緒に遊んだり、授乳をしたり、おむつ換えなどの一通りのことは経験していた。
高校時代は寮生活をしていた。茶道部に入部し、3年生の時に部長を務める。
福山市立女子短期大学に入学。保育現場に早く出たいということから短期大学を選んだ。
短期大学卒業後、保育の現場に出て理想と現実の違いに驚く。
22歳でアパレル業界へ転職し、25歳で院内保育園に勤務するようになる。

### 現在
2018年9月にYouTubeチャンネルを開設。保育士の経験はもちろん、人間関係、クラスのまわし方などをYouTubeにて配信している。また、翌2019年8月29日以降に投稿した動画では、黄色いオーバーオールを着用することが多くなり、彼女のトレードマークの一つとなっている(すべての動画で着用しているわけではない)。
2020年6月17日結婚。同年12月7日に妊娠中であることを報告。翌2021年6月2日、第1子となる女児を出産した。妊娠中も上記のオーバーオールを着用した動画を何本か配信した。
2022年6月13日、初めての著書を刊行。同年8月3日、第2子の妊娠を公表した。

## 著書
- ふじこせんせいのもっと保育を楽しむためのアドバイス100: 考え方ひとつで毎日が変わる - 2022年6月13日発売 中央法規出版